# Acatipan
Acatipan är en ort i Mexiko.   Den ligger i kommunen Ixhuatlán de Madero och delstaten Veracruz, i den sydöstra delen av landet, 170 km nordost om huvudstaden Mexico City. Acatipan ligger 380 meter över havet och antalet invånare är 119.
Terrängen runt Acatipan är kuperad. Runt Acatipan är det ganska tätbefolkat, med 149 invånare per kvadratkilometer. Närmaste större samhälle är Huehuetla, 11,0 km sydväst om Acatipan. I omgivningarna runt Acatipan växer huvudsakligen savannskog.